# 한극점
한극점(Pole of Cold)은 남반구와 북반구에서 가장 낮은 기온이 기록된 장소이다.

## 남반구

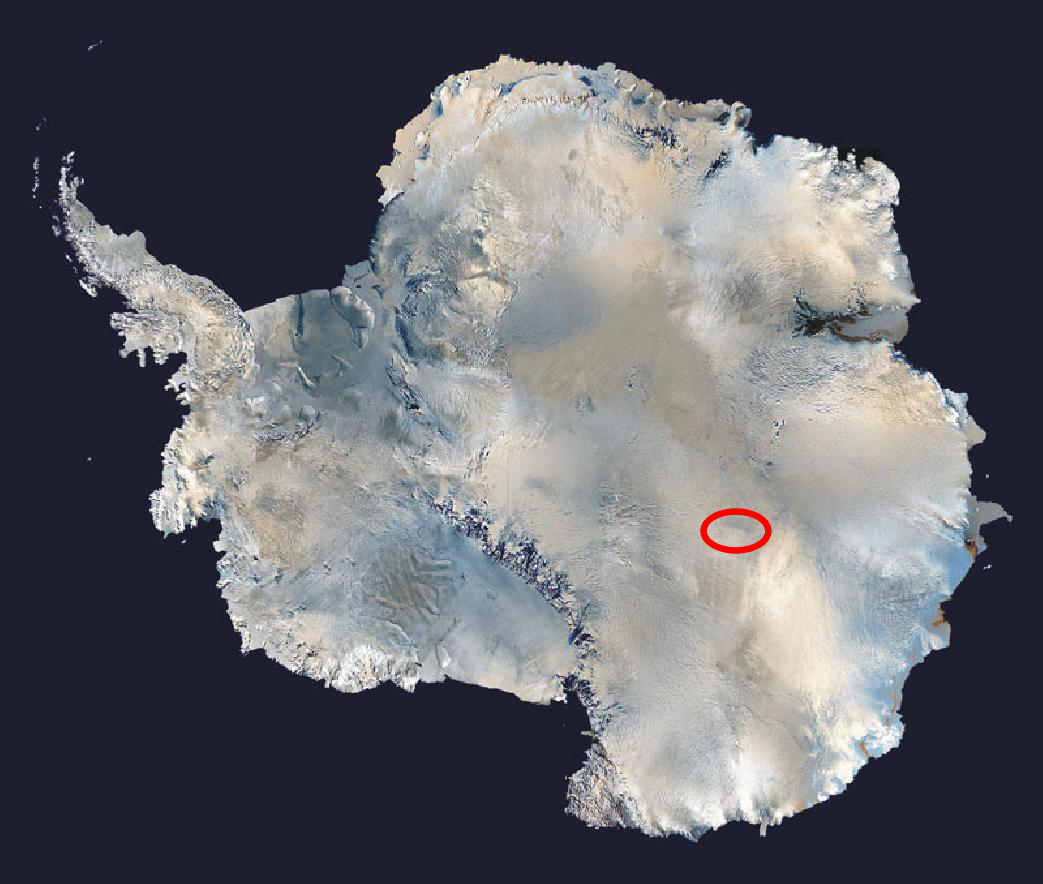
보스토크호 합성 이미지(NASA)

남반구에서 한극점은 현재 남극 대륙의 러시아(구 소련) 남극 보스토크 기지(남위 78° 28′  동경 106° 48′  / 남위 78.467°  동경 106.800° )에 위치하고 있다. 1983년 7월 21일에 이 관측소의 온도는 −89.2 °C (−128.6 °F)를 기록했다. 이는 지구상에서 기록된 가장 낮은 자연 발생 온도이다. 보스토크 기지는 해발 3,488 m (11,444 ft) 높이에 위치해 있으며 해양의 조절 영향(가장 가까운 해안에서 1,000 km [620 mi] 이상)에서 멀리 떨어져 있으며 위도가 높아 거의 3개의 지점이 있다. 매년 몇 달간(5월 초부터 7월 말까지) 극야야 동안 온도가 결합되어 여름 동안 온도가 −25 °C (−13 °F) 이상으로 거의 올라가지 않고 종종 −70 °C (−94 °F) 아래로 떨어지는 환경이 생성된다. 이에 비해 남극은 고도가 낮기 때문에 보스토크보다 평균 5 to 10 °C (9 to 18 °F) 더 따뜻하며, 남극에서 기록된 최저 기온은 −82.8 °C (−117 °F)이다.

## 북반구
북반구에는 러시아 사하(Sakha) 지역에 '한극점' 타이틀을 두고 경쟁하는 두 도시가 있다. 이 지역들은 베르호얀스크(북위 67° 33′  동경 133° 23′  / 북위 67.550°  동경 133.383° )와 오이먀콘(북위 63° 15′  동경 143° 9′  / 북위 63.250°  동경 143.150° )이다. 그러나 세계기상기구(World Meteorological Organization)는 1991년 12월 22일 그린란드 빙상 정상 부근에서 측정된 2020년 기온이 −69.6 °C (−93.3 °F)로 북반구에서 가장 낮은 것으로 인정했다. 이 기록은 자동기상관측장비에서 측정되었으며 거의 30년 만에 밝혀졌다.

## 같이 보기
- 기상 기록 목록
- 지구 최저 기온 기록
- 절대 영도